# Heber Viera

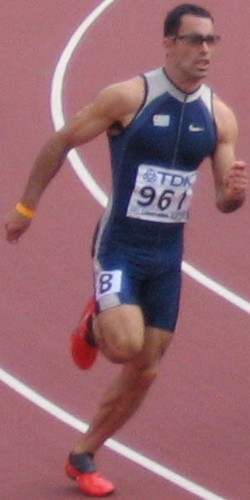
Heber Viera

Heber Williams Viera da Silva (* 29. April 1979 in Salto) ist ein uruguayischer Leichtathlet.
Der 1,76 Meter große Sprinter gewann bei den Südamerikaspielen 1998 die Silbermedaille über die 200-Meter-Strecke. Mindestens 2001 war er auch Uruguayischer Meister auf der 100-Meter-Strecke und mit der 4-mal-100- und der 4-mal-400-Meter-Staffel. Bei den Ibero-Amerikanischen Meisterschaften 2002 siegte er über die Distanz von 100 Metern. Seine persönliche Bestzeit über diese Strecke stellte er am 25. Juni 1999 in Bogotá auf, als er eine Zeit von 10,15 Sekunden erzielte. Die weiteren persönlichen Bestmarken Vieras liegen bei 20,46 Sekunden über 200 Meter, aufgestellt am 12. Mai 2002 in Guatemala-Stadt, und 46,9 Sekunden auf der 400-Meter-Strecke, die für ihn am 8. Mai 1999 in Montevideo gestoppt wurden. Er ist derzeit (Stand: 15. Juni 2015) Inhaber der Uruguayischen Rekorde über 100 Meter und 200 Meter sowie Mitinhaber der nationalen Rekorde in der 4-mal-100- und der 4-mal-400-Meter-Staffel. 
Viera nahm zudem an den Panamerikanischen Spielen 1999, 2003 und 2007 sowie den Olympischen Sommerspielen 2000, 2004 und 2008 teil.